# Machimus caudiculatus
Machimus caudiculatus är en tvåvingeart som beskrevs av Speiser 1910. Machimus caudiculatus ingår i släktet Machimus och familjen rovflugor.
Artens utbredningsområde är Tanzania. Inga underarter finns listade i Catalogue of Life.